# Vickie Orr
Vickie Orr, född 4 april 1967 i Hartselle i Alabama, är en amerikansk basketspelare som tog tog OS-brons 1992 i Barcelona. Detta var USA:s första OS-brons i dambasket någonsin. Orr har studerat vid Auburn University.